# Sempre più vicini
Sempre più vicini è il quinto album in studio del gruppo musicale italiano Casino Royale, pubblicato nella primavera del 1995 dalla Black Out.

## Il disco
Il disco è prodotto da Ben Young, artigiano del suono della scuola di Bristol, e presenta sonorità più profonde ed introspettive influenzate dal movimento trip hop e dall'acid jazz.
L'album è presente nella classifica dei 100 dischi italiani più belli di sempre secondo Rolling Stone Italia alla posizione numero 34.

## Tracce
1. Sempre più vicino
2. Suona ancora
3. 9ª configurazione
4. Anno zero
5. Ogni singolo giorno
6. Cose difficili
7. 9ª configurazione (Reprise)
8. Sei in fila
9. Pronti al peggio
10. Lunacezione
11. Tesurasan
12. Guarda in alto
13. Musica di bordo